# C/1983 H1 IRAS-Araki-Alcock
La cometa C/1983 H1 IRAS-Araki-Alcock è stata la terza in ordine di distanza ad avvicinarsi alla Terra negli ultimi 2.000 anni, arrivando ad una distanza minima di circa 4.682.000 km.

## Scoperta
La cometa Iras-Araki-Alcock è stata coscoperta dal satellite IRAS e dagli astrofili George Eric Deacon Alcock (inglese) e Genichi Araki (giapponese): fu osservata da Iras il 25 aprile 1983 e il 3 maggio 1983 da Alcock e Araki. Al momento della scoperta da parte di Iras, si ritenne che l'oggetto fosse di natura asteroidale, solo al momento della conferma da terra, il 27 aprile, ci si accorse della sua natura cometaria, seguirono confuse vicende che impedirono la comunicazione della scoperta al CBAT fino al 3 maggio durante il quale prima Araki e poi Alcock, all'oscuro della scoperta fatta da Iras, scoprirono a loro volta la cometa riuscendo a comunicare l'avvenuta scoperta al CBAT. Ciò valse loro il riconoscimento della coscoperta e la possibilità di dare il proprio nome alla cometa.
La cometa raggiunse il 10 e l'11 maggio 1983 un diametro apparente di 3° e un movimento di 2° all'ora: la sua luminosità superficiale fu molto bassa, ma sotto cieli bui fu possibile vederla come una nuvola rotonda quasi trasparente muoversi percettibilmente in tempi di pochi minuti; la sua magnitudine totale raggiunse un valore compreso tra 1,5 e 2a . Il radiotelescopio di Arecibo, usato come radartelescopio, misurò in 5 km il diametro del nucleo della cometa. Il nucleo risultò avvolto in una nube di frammenti di dimensioni centimetriche.
La cometa dà origine a uno sciame meteorico, le Eta Liridi.

## Agli onori della cronaca
Nel 1983, quando si scoprì la cometa, alcuni giornali diffusero un ingiustificato allarmismo relativo a pericolosi virus "contenuti" nel corpo celeste e che avrebbero colpito la terra al suo passaggio.